# Neila Medeiros
Neila Medeiros (Brasilia, 24 de septiembre de 1977) es una periodista, publicitaria y presentadora de televisión brasileña.

## Biografía
Graduada en periodismo por el Instituto de Educación Superior de Brasilia, en publicidad por Universidade Potiguar y en radialismo por el Sindicato de los Radiodifusores del Río Grande del Norte, Neila comenzó su carrera en Natal, como productora en una agencia de publicidad. Empezó su carrera en la televisión en 2001, actuando en TV Ponta Negra, afiliada de SBT en Río Grande del Norte, presentando Jornal do Dia. Enseguida, regresó a su ciudad natal, conduciendo el programa Carreiras, en TV Justiça y después, volviendo a SBT, actuando como conductora del noticiero SBT Brasília.
Siendo contemplada en la categoría Mejor Presentadora de TV de Brasilia, con Prêmio Engenho de Comunicação, su rendimiento delante de SBT Brasília, hizo con que tuviera más destaque en la grade periodística de SBT, siendo que en medios de 2013, fuera invitada a conducir eventualmente SBT Manhã. El bueno rendimiento hizo con que fuera invitada para cambiarse para São Paulo y presentara su primer noticiero a nivel nacional, SBT Notícias. Con el fin del programa, presentó las ediciones de sábado de SBT Brasil, y en enero, Jornal do SBT, cubriendo la licencia maternidad de Karyn Bravo.
El 6 de noviembre de 2014, Neila pasó a presentar el noticiero Notícias da Manhã tras la salida de César Filho para RecordTV.
El 10 de abril de 2015, fue anunciado el fin del noticiero y Neila asumió la conducción eventual de los otros noticieros de la casa.
El 24 de junio de 2015, fue dispensada de SBT junto al coordinador de afiliadas Renato Dilago y un de los jefes de redacción, Marco Nascimento.
El 25 de junio de 2015, su despido fue anulado y posteriormente la conductora tuvo su contrato renovado. Neila regresó para Brasilia y en 2016, volvió al comando de SBT Brasília. Consiguiendo así, elevar los índices de audiencia del canal en la capital brasileña. Con Neila en el comando, el noticiero del almuerzo alcanzó de 9 a 12 puntos, quedándose así en el viceliderazgo isolado en el horario, venciendo Record y incomodando la primera colocada. La aceptación del público a la periodista es muy grande tanto en Brasilia, como en São Paulo, donde Neila dejó diversos fans y admiradores de su trabajo.
El 16 de julio de 2021, Neila dejó SBT por una reformulación en la emisora y, el 7 de marzo de 2022, acertó con RecordTV Brasília para conducir el noticiero local DF no Ar.

## Marihuana Medicinal
En 2016, el juez del Distrito Federal, George Lopes Leite, otorgó habeas corpus en favor de la familia de Neila para que pudieran cultivar la cannabis sativa (planta de la marihuana). La hija de Neila tiene síndrome de Russell-Silver, que provoca convulsiones diarias y espasmos dolorosos. Cada ampolla de cannabidiol importada cuesta cerca de 300 dólares. Neila y su hija Júlia participaron de Salvo Conduto (2018). El documental relata las historias de cinco familias que plantan marihuana para uso medicinal.